# Спрінгвілл (Айова)
Спрінгвілл (англ. Springville) — місто (англ. city) в США, в окрузі Лінн штату Айова. Населення — 1154 особи (2020).

## Географія
Спрінгвілл розташований за координатами 42°3′9″ пн. ш. 91°26′50″ зх. д. / 42.05250° пн. ш. 91.44722° зх. д. (42.052441, -91.447308).  За даними Бюро перепису населення США в 2010 році місто мало площу 1,86 км², з яких 1,86 км² — суходіл та 0,01 км² — водойми.

## Демографія
Згідно з переписом 2010 року, у місті мешкали 1074 особи в 442 домогосподарствах у складі 313 родин. Густота населення становила 577 осіб/км².  Було 462 помешкання (248/км²).
Расовий склад населення:
| - 98,9 % — білих - 0,2 % — азіатів - 0,1 % — корінних американців - 0,1 % — чорних або афроамериканців |

До двох чи більше рас належало 0,7 %. Частка іспаномовних становила 0,3 % від усіх жителів.
За віковим діапазоном населення розподілялося таким чином: 22,0 % — особи молодші 18 років, 63,1 % — особи у віці 18—64 років, 14,9 % — особи у віці 65 років та старші. Медіана віку мешканця становила 39,3 року. На 100 осіб жіночої статі у місті припадало 95,6 чоловіків;  на 100 жінок у віці від 18 років та старших — 94,4 чоловіків також старших 18 років.
Середній дохід на одне домашнє господарство  становив 64 480 доларів США (медіана — 58 825), а середній дохід на одну сім'ю — 73 123 долари (медіана — 61 625). Медіана доходів становила 51 500 доларів для чоловіків та 37 500 доларів для жінок. За межею бідності перебувало 7,4 % осіб, у тому числі 11,5 % дітей у віці до 18 років та 5,1 % осіб у віці 65 років та старших.
Цивільне працевлаштоване населення становило 563 особи. Основні галузі зайнятості: освіта, охорона здоров'я та соціальна допомога — 25,6 %, виробництво — 14,9 %, роздрібна торгівля — 10,7 %, будівництво — 7,5 %.